# مارك أوهارا
مارك أوهارا (بالإنجليزية: Mark O'Hara)‏ (12 ديسمبر 1995 في كندا - ) هو لاعب كرة قدم إسكتلندي في مركز الدفاع. شارك مع منتخب إسكتلندا تحت 19 سنة لكرة القدم ومنتخب إسكتلندا تحت 21 سنة لكرة القدم. أما مع النوادي، فقد لعب مع نادي دندي ونادي كيلمارنوك.

## وصلات خارجية
- مارك أوهارا على موقع الاتحاد الإسكتلندي (الإنجليزية)
- مارك أوهارا على موقع قاعدة بيانات كرة القدم.إي يو (الإنجليزية)
- مارك أوهارا على موقع Soccerbase.com (لاعب) (الإنجليزية)
- مارك أوهارا على موقع Soccerway.com (الإنجليزية)